# Метростанция „Сердика“ (втори диаметър)
Метростанция „Сердика 2“ е станция от линия М2 на Софийското метро, въведена в експлоатация на 31 август 2012 г.
След пускането в експлоатация на Втори метродиаметър, тя става първата трансферна станция в Софийското метро. В южния вестибюл, отстрани на ескалаторите е изграден коридор, който отвежда пътниците към метростанция „Сердика“, обслужвана от метролинии М1 и М4. Връзката е снабдена с ескалатори и асансьори, позволяващи на трудноподвижни пътници да се прекачват самостоятелно.

## Местоположение
Метростанцията е разположена на площад „Независимост“ под бул. „Княгиня Мария Луиза“, на кръстовището с бул. „Тодор Александров“ и бул. „Княз Александър Дондуков“, напречно на едноименната станция, обслужвана от линии М1 и М4. Заедно с метростанция "Сердика", станцията има 12 вход/изхода.
| №  | Име на вход/изход      | Достъпност          |
| -- | ---------------------- | ------------------- |
| 1  | ул. Пиротска           | ескалатор, асансьор |
| 2  | пл. Бански             | асансьор            |
| 3  | Антична Сердика        | асансьор            |
| 4  | ЦУМ                    |                     |
| 5  | пл. Независимост       |                     |
| 6  | Ларго                  |                     |
| 7  | Президентство          |                     |
| 8  | пл. Света Неделя       | асансьор            |
| 9  | бул. Тодор Александров |                     |
| 10 | ул. Трапезица          |                     |
| 11 | ул. Княз Борис I       |                     |
| 12 | Западна порта          | асансьор            |

## Архитектурно оформление
Архитект на станцията е Красен Андреев. Преминаването между метростанция „Сердика 2“ и „Сердика“ се осъществява чрез тунел, без да се напуска платената зона. В близост до станцията се намира ЦУМ, Централните хали, църквата „Света Неделя“, църквата „Света Петка Самарджийска“, хотел „Шератон София хотел Балкан“, УниКредит Булбанк, Министерски съвет и Президентството. Точно на вход/изхода от вестибюла могат да се видят археологически находки, разположени на естествените си места. Станцията е дълбоко заложение (24 м), със странични перони, подземна, едноотворна със сводов покрив, построена по модифициран Новоавстрийски способ. Има два вестибюла, разполага с асансьори за трудноподвижни граждани и майки с деца.
Облицовката на тавана от композитни алуминиеви панели с наситен топъл цвят подчертава мащаба на пространството и овала на тунела. Стените на равнище до 2 м са облицовани с полирани плочи в тъмен беж. На пероните са разположени стъклени витрини с локално ефектно осветление, съдържащи автентични експонати, свързани с темата на антична Сердика. Подът е застлан с гранитни плочи в две разцветки. Напречно на пероните над тях е разположена площадка, откриваща изглед към самата станция. На тази площадка се намират ескалаторите към вестибюла и преходният тунел, по който се преминава към станция „Сердика“ от Първи метродиаметър.

## Връзки с градския транспорт
Метростанция „Сердика 2“ е основен транспортен възел в градския транспорт на София. Тя е и в близост до централната спирка на нощния транспорт, разположена на пл. „Александър Батенберг“.

### Автобусни линии
Метростанция „Сердика 2“ се обслужва от 1 туристическа линия и 4 линии на нощния транспорт:
- Туристическа линия 200.
- Автобусни линии от нощния транспорт: N1, N2, N3, N4.

### Трамвайни линии
Метростанция „Сердика 2“ се обслужва от 7 трамвайни линии:
- Трамвайни линии: 1, 12, 18, 20, 21, 22, 27

## Фотогалерия
- 3D изложение на метростанция Сердика